# Hany Mukhtar
Hany Mukhtar, né le 21 mars 1995 à Berlin, est un footballeur allemand. Il joue au poste de milieu de terrain au Nashville SC en MLS.

## Biographie
Hany Mukhtar est né à Berlin. Sa mère est allemande, tandis que son père est d’origine soudanaise.

## Palmarès

### En club
Hertha BSC
- Vainqueur de la 2. Bundesliga en 2013

 Benfica Lisbonne
- Vainqueur de la Liga NOS en 2015

 Red Bull Salzbourg
- Vainqueur de la Bundesliga en 2016
- Vainqueur de la Coupe d'Autriche en 2016

  Silkeborg IF
- Vainqueur de la Coupe du Danemark en 2018

 Nashville SC
- Finaliste de la Leagues Cup en 2023

### En sélection
Allemagne
- Vainqueur du Championnat d'Europe de football des moins de 19 ans en 2014